# كريس باين (لاعب كرة قدم)
كريس باين (بالإنجليزية: Chris Payne)‏ (15 سبتمبر 1990 في أستراليا - ) هو لاعب كرة قدم أسترالي في مركز الهجوم. شارك مع منتخب أستراليا تحت 20 سنة لكرة القدم ومنتخب أستراليا الوطني لكرة القدم تحت 23 سنة. أما مع النوادي، فقد لعب مع سيدني إف سي ونادي سيدني يونايتد 58 ونيوكاسل يونايتد جتس وNorthern Fury FC ‏ وBonnyrigg White Eagles FC ‏ وCentral Coast Mariners Academy ‏ وManly United FC ‏.

## وصلات خارجية
- كريس باين على موقع قاعدة بيانات كرة القدم.إي يو (الإنجليزية)
- كريس باين على موقع Soccerway.com (الإنجليزية)
- كريس باين على موقع عالم كرة القدم.نت (الإنجليزية)